# Théâtre Ernst Deutsch

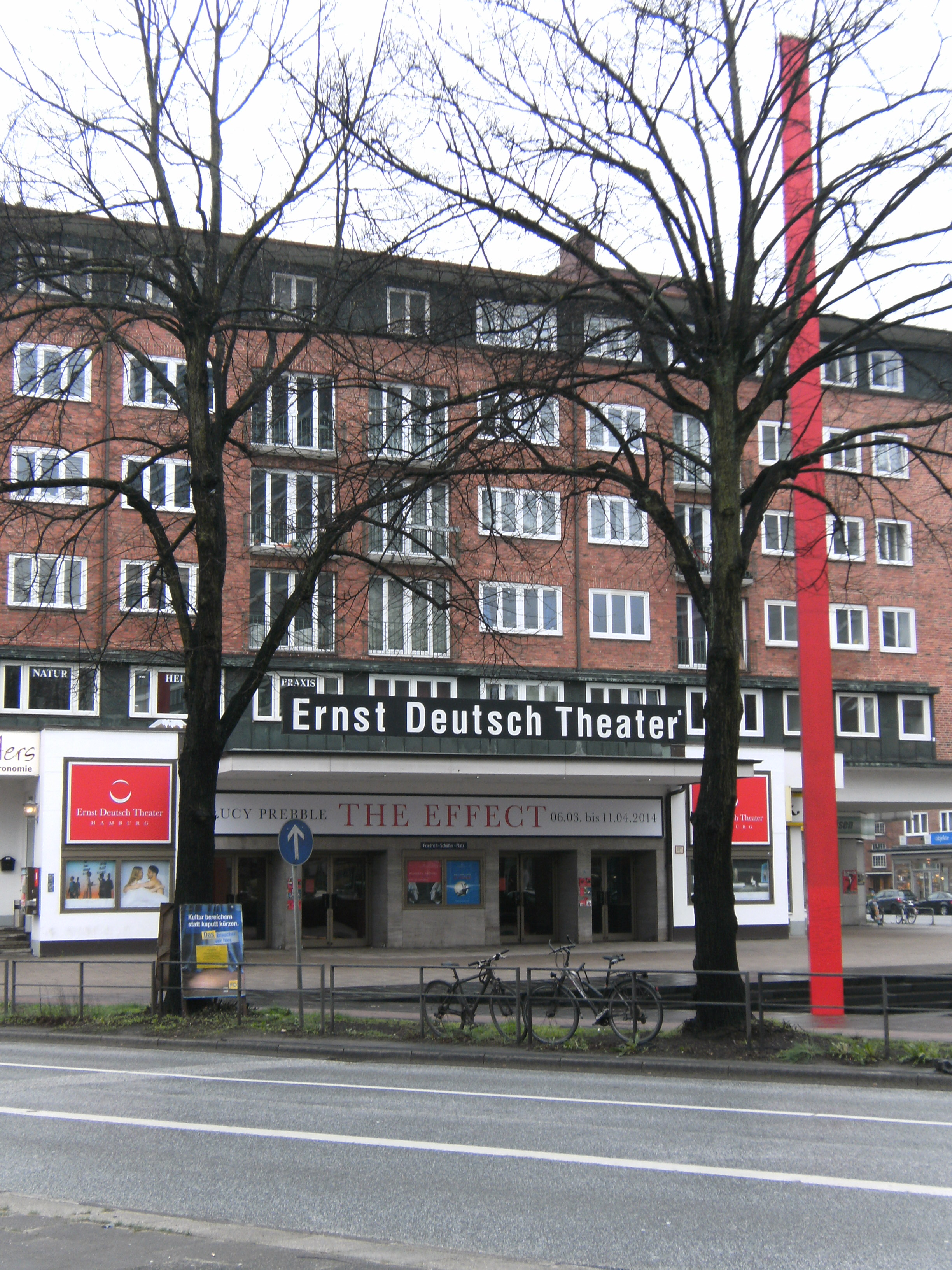
Le théâtre privé Ernst Deutsch à Hambourg-Mundsburg (Allemagne).

Le Ernst Deutsch Theater est un théâtre situé à Hambourg, en Allemagne. Il a été fondé en 1951 et est établi dans le quartier d'Uhlenhorst. Il a été nommé d'après l'acteur Ernst Deutsch.   
Ancien cinéma de quartier, le théâtre est le plus grand théâtre privé d'Allemagne et peut accueillir 744 personnes. Il est spécialisé dans les pièces contemporaines. 